# Vシリーズ (小説)
『Vシリーズ』（V series）は、講談社より発行されている森博嗣による推理小説のシリーズ。

## 概要
著者の手がけた推理小説シリーズの2番目にあたる。シリーズ名の由来は、シリーズの探偵役である「瀬在丸紅子（Cezaimaru Venico）」ファーストネームのイニシャル、Vに由来する。作者の森博嗣は本シリーズのコンセプトとして、シンプル、シャープ、スパイシィのSSSを掲げている。
本シリーズは登場人物の1人保呂草潤平が、友人である瀬在丸紅子、小鳥遊練無、香具山紫子らと遭遇した事件を回想として記述するスタイルをとっており（但し三人称で記述されている）、各作品冒頭でその旨が読者に対して明示される。警察関係者をはじめとする登場人物が事件について悩んでいる最中、保呂草は真相を先んじて知っている、推定しているが黙している場合が多い。探偵役である紅子が、その頭脳で完璧に事件を解決して皆に解説するという流れである。
登場人物の心理の揺れや、関係性の変化が目立つ装飾が多くなされているが、その分、小説としての構造やトリックはオーソドックスなものに意識的になされている。また設定の斬新さ・特異性が特徴の1つとされるS&Mシリーズと対照的に、安普請のアパートで生活する登場人物、資産家の大学教授、避暑地や豪華客船で起こる事件、などレトロな印象を与える設定が散見される。
2015年2月、『瀬在丸紅子の事件簿〜黒猫の三角〜』のタイトルでフジテレビ系列の『赤と黒のゲキジョー』枠でテレビドラマ化された。

## シリーズ作品
シリーズは以下の10作品から構成されている。作品同士に関連の無いS&Mシリーズとは違い、本シリーズでは作品と作品に繋がりが見られ、単独でも物語は成立しているが順番に読み進めたほうが物語の流れをより理解できる。Gシリーズではこの形式が全般に反映されている。
黒猫の三角 Delta in the Darkness
毎年、那古野では、日付と被害者の年齢に規則性のある連続殺人事件が発生していた。そして、その規則に当てはまる小田原静江のもとに、脅迫状が送られてくる。彼女は探偵の保呂草に警護を依頼するが、パーティー会場での衆人環視の中、殺人は実行されてしまう。
皇なつきにより漫画化されている。
人形式モナリザ Shape of Things Human
ペンションでアルバイトをしている練無のつてで避暑地・蓼科にやってきた紅子たち。観光で向かった先の人形博物館で人形劇を見ている最中、ステージ上で出演者が倒れ、櫓の上にいた黒子の老婆が殺害されてしまう。
月は幽咽のデバイス The Sound Walks When the Moon Talks
狼男の噂が流れる館。その邸内のオーディオルームで、1人の女性が血まみれの死体で発見される。隣では紅子や保呂草を交えてパーティーをしており、さらに現場は密室だった。
夢・出逢い・魔性 You May Die in My Show
クイズ番組に出場するため、東京にやって来た紅子たち。しかし、そのテレビ局で殺人事件が発生。最後に現場の部屋を出た女性タレントに疑いがかかるが、彼女は練無と一緒に局から逃げ出してしまう。
魔剣天翔 Cockpit on Knife Edge
「スカイ・ボルト」とも「エンジェル・マヌーヴァ」とも呼ばれる宝剣を求める各務亜樹良の依頼を受け保呂草潤平はとある飛行場を訪れる。その飛行場のパイロット、西崎の元に「スカイ・ボルト」に関わる奇妙な脅迫状が届く。その後、二人乗りのアクロバット飛行機の航空中に西崎が殺されるが、その完全に密室である2人乗り飛行機に西崎と共に搭乗していたのは「スカイ・ボルト」を求めている各務亜樹良だった。彼女の「殺していない」という言葉に半信半疑ながらも、保呂草は逃走を手伝うことになる。
恋恋蓮歩の演習 A Sea of Deceits
大学院生、大笛梨枝は指導教官の代理で参加している文化教室で羽村怜人という男性と出会う。2人の仲は急速に親密さを増し、折り良く那古野に立ち寄る豪華客船ヒミコ号に乗って小旅行を計画するに至る。一方、保呂草と紫子は各務亜樹良からの情報から同じヒミコ号に乗ることになる。2組のカップルと無賃乗船の紅子・練無が居る状況で夜の客船から人が落ちるという事件が起こってしまった。
六人の超音波科学者 Six Supersonic Scientists
山奥に建てられた土井超音波研究所に招待された紅子たち。パーティーが行われる中、出席者の1人が死体で発見される。警察に送られた予告どおり、研究所に通じるただ1本の橋が爆破され、外界から完全に隔絶されてしまう。爆破される直前に橋を渡った祖父江と共に、紅子は事件の真相を推理していく。
捩れ屋敷の利鈍 The Riddle in Torsional Nest
一計を企て、熊野御堂の別荘に客人として招かれた保呂草。その屋敷に、偶然にも西之園萌絵も招待されていた。2人は主人の案内で、最近建てられたというメビウスの帯状に捩れたオブジェを見物する。しかしその翌日、密室状態となったオブジェの中で死体が発見され、オブジェの中で保管されていた宝剣「エンジェル・マヌーヴァ」も消え去ってしまう。姿が見えなくなっていた屋敷の主人も同じく密室状態のログハウスの中から死体で発見される。S&MシリーズとVシリーズが交差する作品。
朽ちる散る落ちる Rot off and Drop away
土井超音波研究所に隠されていた秘密の地下室で死体が発見された。が、部屋は完全な密室であった上、現場は不自然な状況だった。その数日前、紅子は小田原博士に促され、周防という大学教授を訪ねていた。そこで彼女は、密室の宇宙船内で乗組員全員が殺害されていたという荒唐無稽な話を聞く。
赤緑黒白 Red Green Black and White
全身を赤くペイントされた男の死体が発見された。その男の名は「赤井」。保呂草は赤井の婚約者と名乗る「美登里（みどり）」という女から「犯人は解っている。捕まえて欲しい」とまるでTVドラマか何かのような探偵仕事の依頼を受ける。そして、美登里のアパートに調査報告に向かった保呂草が見つけたのは、緑色にペイントされた美登里の死体だった。このバカバカしいとも言える事件の裏には……。
この10作品以外にも、瀬在丸紅子と保呂草潤平は『四季シリーズ』や『Gシリーズ』などにも登場しており、『Xシリーズ』との関係も見られる他、また小鳥遊練無と香具山紫子は短編「気さくなお人形、19歳」「ぶるぶる人形にうってつけの夜」にも登場している。また関連短編に「ラジオの似合う夜 A Radiogenic Night」、「刀之津診療所の怪 Mysteries of Katanotsu Clinic」など。

## 主要登場人物
瀬在丸紅子（せざいまる べにこ）
元旧家の令嬢にして自称科学者。本シリーズの探偵役。かつては旧家の令嬢であり、桜鳴六画邸と呼ばれる屋敷に住んでいたが、瀬在丸家が落ちぶれてしまったことで、現在は市が管理する桜鳴六画邸の敷地内にある無言亭と呼ばれる小屋で、一人息子と執事と共に、細々と暮らしている。林とは婚姻関係にあり、10代のときに産んだ彼との息子が「へっくん」である。彼に対しては未だに思うところがあり、そのことで祖父江と衝突して攻撃的な応酬を行うこともある。祖父江に林のためなら息子を殺せると啖呵を切るが、息子が行方不明になった時にはかつてないほど動揺しており、息子のことを大切に思う母親でもある。探偵を自称する保呂草の正体を知っているが、あまり頓着しておらず、人前で仄めかしてからかう程度に済ませている。
令嬢らしく気品のあるしゃべり方をするが、時に傲岸不遜な口調になったり、一日もしくは一時で性格や機嫌が全く変わってしまうことも多々ある。保呂草曰く、彼女の思考は常に変化しており複雑なので一寸先も読むことができないらしい。その思考能力の一端として、S＆Mシリーズにおける犀川創平と同様に「指向性が卓越している」と評されている。論理的思考に裏打ちされた推理は大胆にして緻密な反面、世間知らずなお嬢様的資質が災いしてしばしば危機に陥ることもある。自分が殺されたくないからという理由により、どんな考えであれ自分は殺人を肯定しないと断言しており、殺人によって得られるものに価値を見いださない。
名前のアルファベット表記は「Sezaimaru Beniko」ではなく、「Cezaimaru Venico」であると主張し、特に「BではなくV」を強調する。
保呂草潤平（ほろくさ じゅんぺい）
無言亭の近所に位置するアパート、「阿漕荘」の住人。私立探偵と便利屋を兼業している。また、美術品に関しても精通しており、鑑定士を肩書きにすることもある。
他人の前では飄々とした態度をとるが、非常に頭のきれる冷静沈着な人物でもある。また、便利屋の仕事では盗品の売買や美術品の盗み、詐欺など犯罪行為も数多く行っている。それゆえに、錠前破りや格闘・護身術のエキスパートである。美に対しては独特の価値観を持っており、単なる所有欲や売買以外の目的で動くことも多い。長く外国を回っていたため、海外に知り合いが多く、また人脈も多い。
紅子に対して盲目的なところがあり、プロポーズめいたことを口にしたことも。また、彼女のためにこのシリーズを書いたことを告白している。
小鳥遊練無（たかなし ねりな）
無言亭の近所に位置するアパート、「阿漕荘」の住人。国立N大学医学部生。女性的な性格の持ち主で、男性でありながら女装癖があり、スカートが広がるファンシーな服装を好む。その一方で少林寺拳法の心得もあり、その実力はかなりのもの。
顔立ちがかわいらしく、比較的小柄で声も高い上に女装が似合いすぎているため、初対面の者には女装しているということが気づかれず、テレビ局などでは度々スカウトされるほど。本人曰く「スカートを履いていると戦闘の際、足の運びが分かりづらくなり、対戦相手に対して有利になる」とのこと。紫子とは、互いに異性を感じていないかのようにつきあっており、「れんちゃん」と呼ばれている。自身の名前にちなんでのことかは不明だが、少々ふざけた発言の際、語尾に「 - なりね(なり)」とつけることがある。
香具山紫子（かぐやま むらさきこ）
無言亭の近所に位置するアパート、「阿漕荘」の住人。私立女子大生で文芸学部だが、ろくに大学には行っていない。男っぽい性格をしており、長身でショートカット、ボーイッシュな服装を好むため、男に間違えられることも多々ある。関西弁を操る。
保呂草に想いをよせている節があるが、自身でも今ひとつ確信できていない。両親は芦屋に住んでおり、アルバイトはしていない。練無に対して保護者気分でおり、実際に練無の感情面で大きな支えとなる場面もある。ホラーやスプラッタが苦手。練無からは「しこさん」、保呂草からは「しこちゃん」と呼ばれている。
根来機千瑛（ねごろ きちえい）
瀬在丸家の執事。かつての使用人たちの長。今は無言亭で1人で紅子を支えている。
格闘家であり、練無の少林寺拳法の師匠。練無以上の実力の持ち主。紅子の元夫である林に対しては並々ならぬ敵対心を抱いている。また祖父江に対しても快く思っていない。
へっくん
紅子と先夫である林の息子。小学6年生。とても静かで礼儀正しく冷静な子で、大人の事情も認識している。平日は学校に遅くまで残っており、休みはだいたい独りで図書館に行き本を読んでいる。プリンキピアを読んでいることもある。紅子によく質問をするが、紅子でさえ答えられない場合がある。牛乳とコーンフレークがお気に入り。紅子が無頓着のため、紫子や練無によく食生活を心配されている。
林（はやし）
愛知県警捜査一課の刑事で、階級は警部。紅子の先夫。
頭の回転が早く、犯人追及にかける情熱も持っているが、それとは対照的に、林自身の周囲にある事に対しては極端なまでに執着がなく、とくに女性との関係においてそれが顕著である。家族の養育費や生活費の支払いなどで離婚以後も紅子と顔を合わせる機会が多く、むしろ離婚前より良好で深い関係であるようにもみえる。
部下である祖父江七夏と愛人関係にあり、娘がひとりいる。ただし、職場においてもふたりの関係を明らかにしておらず、目立った進展はみられない。
祖父江七夏（そぶえ ななか）
林の部下であり愛人。愛知県警捜査一課の刑事で、階級は巡査部長。林との間に娘が1人いるものの結婚はしていない。仕事柄常には娘の面倒を見切れずよく七夏の妹に預けている。事件が起こるごとに遭遇し、怪しい行動を取る保呂草に対して常に疑惑の目を向けている。また未だに林を慕っている紅子とは極めて相性が悪く、犬猿の仲である。拳銃の腕がよく度胸もある一方で短気であり、男性署員には一目置かれている。
立松（たてまつ）
愛知県警捜査一課の刑事。七夏の1歳年下であり七夏のことを気にしている節があるが全く相手にされない。気が弱く、よく七夏に頭を叩かれる。七夏に子供がいることは知っているが、それが上司の林との子供とは知らない。
加藤（かとう）
愛知県警科学班。出会うたびに七夏に名前を田中と間違えられる。
各務亜樹良（かがみ あきら）
自称ジャーナリストで33歳の美女。世間には男性と認識されているが実は女性である。保呂草の前に現れる時は常に黒ずくめにサングラスという格好である。なにやらその背後には巨大な組織の存在を匂わせているが、それが何なのかも含めて一切の正体が不明であり謎の多い人物。
森川素直（もりかわ もとなお）
アパート阿漕荘の住人で練無の友達。途中から登場する国立N大学医学部生。普段から口数が少なく、よく話が交差することがある。古美術商を営んでいる姉がいる。
ネルソン
保呂草が阿漕荘で飼っている犬。動きが緩慢でよく寝る。部屋の扉を開けてやれば自分で勝手に散歩に出て行き、10分くらいで勝手に戻ってくる。

## 書籍情報
1. 黒猫の三角
  - 講談社ノベルス 1999年5月発行 ISBN 4-06-182070-2
  - 講談社文庫 2002年7月発行 ISBN 4-06-273480-X（解説：皇なつき）
2. 人形式モナリザ
  - 講談社ノベルス 1999年9月発行 ISBN 4-06-182092-3
  - 講談社文庫 2002年11月発行 ISBN 4-06-273585-7（解説：井上章一）
3. 月は幽咽のデバイス
  - 講談社ノベルス 2000年1月発行 ISBN 4-06-182109-1
  - 講談社文庫 2003年3月発行 ISBN 4-06-273698-5（解説：和泉桂）
4. 夢・出逢い・魔性
  - 講談社ノベルス 2000年5月発行 ISBN 4-06-182127-X
  - 講談社文庫 2003年7月発行 ISBN 4-06-273806-6（解説：栗原美和子）
5. 魔剣天翔
  - 講談社ノベルス 2000年9月発行 ISBN 4-06-182145-8
  - 講談社文庫 2003年11月発行 ISBN 4-06-273894-5（解説：新谷かおる）
6. 恋恋蓮歩の演習
  - 講談社ノベルス 2001年5月発行 ISBN 4-06-182183-0
  - 講談社文庫 2004年7月発行 ISBN 4-06-274822-3（解説：星野知子）
7. 六人の超音波科学者
  - 講談社ノベルス 2001年9月発行 ISBN 4-06-182204-7
  - 講談社文庫 2004年11月発行 ISBN 4-06-274923-8（解説：立川志らく）
8. 捩れ屋敷の利鈍
  - 講談社ノベルス 2002年1月発行 ISBN 4-06-182231-4
  - 講談社文庫 2005年3月発行 ISBN 4-06-275033-3（解説：くりた陸）
9. 朽ちる散る落ちる
  - 講談社ノベルス 2002年5月発行 ISBN 4-06-182252-7
  - 講談社文庫 2005年7月発行 ISBN 4-06-275139-9（解説：佐倉統）
10. 赤緑黒白
  - 講談社ノベルス 2002年9月発行 ISBN 4-06-182271-3
  - 講談社文庫 2005年11月発行 ISBN 4-06-275257-3（解説：菅聡子）

## 漫画
シリーズ一作目である『黒猫の三角』は、皇名月の作画で2002年に漫画化がされている。ストーリーは原作に忠実なものになっており、原作者である森博嗣もその完成度を高く評価している。あすかコミックスDXから発売されていた物は絶版となり、2007年に幻冬舎よりバーズコミックススペシャルとして復刊がされた。また、2012年には文庫化されている。また皇は文庫判の解説と台湾版の表紙も担当している。
- 黒猫の三角（角川書店、あすかコミックスDX、2002年8月、ISBN 4-04-853530-7）
  - 黒猫の三角 Delta in the Darkness（幻冬舎、バーズコミックススペシャル、2007年2月、ISBN 978-4-344-80973-4）
  - 黒猫の三角 Delta in the Darkness（幻冬舎、幻冬舎コミックス漫画文庫、2012年1月、ISBN 978-4-344-82423-2）

## テレビドラマ
2015年2月6日、『瀬在丸紅子の事件簿〜黒猫の三角〜』のタイトルでフジテレビ系列の『赤と黒のゲキジョー』枠でテレビドラマ化された。瀬在丸紅子役を演じるのは檀れい。

### キャスト
- 瀬在丸紅子 - 檀れい[4]
- 根来機千瑛 - 長塚京三[4]
- 林刑事 - 神保悟志
- 保呂草潤平 - 萩原聖人
- 小鳥遊練無 - 千葉雄大
- 香具山紫子 - 相楽樹
- 小田原静江 - 川上麻衣子
- へっくん - 田代輝
- 東尾繁 - 吉家章人
- 久野慶子 - 松田並子
- 井口由美 - 鈴木華絵
- 家政婦・酒本 - 笠木泉
- 小田原長治 - 梅野泰靖
- 小田原政哉 - 佐戸井けん太
- 浅野美雪 - 東野佑美
- 鷲田詩音、川島雄作、真下有紀、山本修、吉岡奈都美　ほか

### スタッフ
- 脚本 - 黒岩勉
- 監督 - 星野和成
- 取材協力 - 大島まり（東京大学大学院情報学環・教授）、日本科学技術振興財団・科学技術館
- アクションコーディネーター - 大道寺俊典
- ボディスタント - 井上雄稀
- ガンエフェクト - 早川光
- 技術協力 - バスク、ジースタッフ
- 照明協力 - 照太郎
- 美術協力 - テレビ朝日クリエイト
- 音響効果 - スポット
- 編集・MA - ブル
- 編成企画 - 羽鳥健一
- プロデュース - 遠田孝一、八巻薫
- 製作著作 - MMJ

| フジテレビ系列 赤と黒のゲキジョー         | フジテレビ系列 赤と黒のゲキジョー                  | フジテレビ系列 赤と黒のゲキジョー           |
| 前番組                                    | 番組名                                             | 次番組                                      |
| ----------------------------------------- | -------------------------------------------------- | ------------------------------------------- |
| おばさん弁護士 町田珠子 （2015年1月30日） | 瀬在丸紅子の事件簿 〜黒猫の三角〜 （2015年2月6日） | 黒い看護婦 ※22:00 - 23:22 （2015年2月13日） |